# الحرية الدينية في ألبانيا
ينص دستور ألبانيا على حرية الدين وقد احترمت الحكومة بشكل عام هذا الحق في الممارسة. لم ترد أي تقارير عن انتهاكات مجتمعية أو تمييز قائم على المعتقدات أو الممارسات الدينية. ورد في البيانات التي جمعها علماء الاجتماع برايان غريم وروجر فينك عن ألبانيا انخفاضاً في اللوائح الحكومية للدين واللوائح الاجتماعية للدين والمحاباة الحكومية للدين والاضطهاد الديني.

## الإطار القانوني والسياسي
ينص الدستور على حرية الدين وتعلن الحكومة أنها تحترم هذا الحق عموماً. كما تعلن علمانيتها وأنه لا يوجد دين رسمي وجميع الأديان متساوية ومع ذلك فإن المذاهب الدينية السائدة (المسلمة السنية، البكتاشية، الأرثوذكسية والكاثوليكية) تتمتع بدرجة أكبر من الاعتراف الرسمي (كالأعياد الوطنية على سبيل المثال) والوضع الاجتماعي استناداً إلى الوجود التاريخي في البلاد. تشمل الإجازات الرسمية الأيام المقدسة من جميع الديانات السائدة الأربعة.
جميع المجموعات الدينية المسجلة لها الحق في الاحتفاظ بحسابات مصرفية وامتلاك الممتلكات والمباني. لا تفرض أي قيود على الأسر فيما يتعلق بالطريقة التي تربي بها أطفالهم فيما يتعلق بالممارسات الدينية. وساهمت العلاقة الودية بشكل عام بين الأديان في المجتمع في الحرية الدينية.

## الترخيص
لا تشترط الحكومة تسجيل الجماعات الدينية أو ترخيصها ومع ذلك فإن لجنة الدولة للطقوس الدينية تحتفظ بسجلات وإحصاءات عن المنظمات الدينية الأجنبية التي تتواصل معها لطلب المساعدة. لم تبلغ أي مجموعات عن صعوبات في التسجيل خلال الفترة التي يغطيها هذا التقرير. جميع الجماعات الدينية المسجلة لها الحق في الاحتفاظ بحسابات مصرفية وملكية خاصة بها. قد تحصل الحركات الدينية على الوضع الرسمي للشخص الاعتباري من خلال التسجيل لدى محكمة تيرانا المحلية بموجب قانون المنظمات غير الربحية والذي يعترف بوضع جمعية غير ربحية بغض النظر عما إذا كانت المنظمة ذات طابع ثقافي أو ترفيهي أو ديني أو إنساني. انتقدت جميع الطوائف الدينية الحكومة لعدم رغبتها في منحها مركز إعفاء من الضرائب. ومنذ عام 2003 تم إعفاء المبشرين الدينيين الأجانب من ضريبة تصريح الإقامة.
تعتبر اللجنة الحكومية المعنية بالطوائف التابعة لوزارة السياحة والثقافة والشباب والرياضة مسؤولة عن تنظيم العلاقات بين الحكومة وجميع الطوائف الدينية وكذلك حماية حرية الدين وتعزيز التعاون والتفاهم بين الأديان. تدعي اللجنة أن سجلاتها عن المنظمات الدينية تسهل منح الشرطة تصاريح إقامة للموظفين الأجانب في مختلف المنظمات الدينية. لم تخبر أي منظمة عن أي صعوبة في الحصول على تصاريح إقامة خلال الفترة التي يغطيها هذا التقرير. ومع ذلك وكقاعدة عامة فإن المبشرين الدينيين الأجانب لم يصدروا سوى تصاريح إقامة لمدة عام واحد بدلاً من تصاريح الخمس سنوات التي يسمح بها القانون للمقيمين في البلاد لأكثر من عامين. خلال الفترة التي يغطيها هذا التقرير بدأت اللجنة العمل مع الحكومة على المعايير التي تسمح بتصاريح إقامة طويلة الأجل تصل إلى 5 سنوات للمنظمات الدينية الراسخة ذات العلاقات الطويلة الأمد مع البلاد.
لا يوجد قانون أو لائحة تجبر المنظمات الدينية على إخطار اللجنة بأنشطتها ومع ذلك تدعو المادة 10 من الدستور إلى اتفاقات ثنائية منفصلة لتنظيم العلاقات بين الحكومة والطوائف الدينية. واستمرت الكنيسة الكاثوليكية في كونها المجتمع الديني الوحيد الذي أنهى هذا الاتفاق مع الحكومة. كانت للجنة وكالة للتفاوض على الاتفاقات مع المجموعات الثلاث المتبقية وأنشأت فريق عمل في مايو 2006 لهذا الغرض. وبحسب ما ورد توصلت اللجنة إلى اتفاق مع ثلاث مجموعات وهي الجاليات المسلمة والأرثوذكسية والمسلمة البكتاشية. اتصلت VUSH وهي منظمة جامعة بروتستانتية باللجنة للتفاوض على اتفاق ثنائي ولكنها لم تتلق رداً بحلول نهاية الفترة المشمولة بالتقرير.

## المدارس الدينية
توضح وزارة التعليم أن المدارس العامة في البلاد علمانية وأن القانون يحظر التلقين العقائدي والديني. وفقاً للأرقام الرسمية فقد قامت المجتمعات والمؤسسات والمنظمات الدينية بإدارة 101 مؤسسة تعليمية منها 15 مدرسة دينية تابعة رسمياً تضم أكثر من 2600 طالب. بموجب القانون فإنه يجب على وزارة التعليم ترخيص هذه المدارس ويجب أن تمتثل المناهج لمعايير التعليم الوطنية. تدير الجماعات الكاثوليكية والإسلامية العديد من المدارس المرخصة من الدولة ولم تبلغ عن أي مشاكل في الحصول على تراخيص جديدة للمدارس الجديدة. تدير الكنيسة الأرثوذكسية والبكتاشية مراكز تعليمية دينية صارمة لتدريب رجال الدين.

## مطالب الملكية الدينية
ساهمت سياسة الحكومة وممارساتها في حرية الدين عموماً ومع ذلك فإن استرداد الممتلكات التي صادرتها الحكومة الشيوعية السابقة ظل يمثل مشكلة. وفقاً لقانون استرداد هذه الممتلكات وتعويضها فإن المجتمعات الدينية تتمتع بنفس الحقوق التي يتمتع بها الأفراد في مسائل رد الممتلكات أو التعويض عنها، لكن المجتمعات الدينية شككت في تقييد قانون استرداد الممتلكات المساحة المستردة إلى 150 فداناً (0.61 كيلومتر مربع). لم تنشئ الحكومة خلال الفترة المشمولة بالتقرير صندوقاً خاصاً للتعويضات النقدية لكن مكتب رئيس الوزراء حاول باستمرار حل قضايا الملكية الدينية. كما أعلنت الحكومة عن خطط لإزالة العقبات البيروقراطية والقانونية التي أعاقت إعادة الممتلكات المصادرة من خلال القضاء على اشتراط قيام المنظمات الدينية بإصدار سندات وأفعال لإثبات ملكيتها الأصلية. خلال الحقبة الشيوعية سُجلت الممتلكات التي صادرها النظام عموماً وكانت الحكومة تعمل على الاعتراف بوثائق المحفوظات هذه على أنها مساوية لسندات الملكية مما يوضح ملكية الأرض في بعض الحالات.
جميع المجتمعات التقليدية الأربعة الكبرى لديها مطالب كبيرة متعلقة بالملكية والتي ظلت دون حل. في الحالات التي تنطوي على استرجاع المباني الدينية فإن الحكومة فشلت في كثير من الأحيان في إعادة الأرض المحيطة بالمباني وأحياناً بسبب مطالبات إعادة التطوير من قبل الأفراد الذين بدأوا بزراعتها أو استخدامها لأغراض أخرى. واصلت الكنيسة الأرثوذكسية بناء كاتدرائية جديدة في تيرانا على قطعة أرض تلقتها كتعويض عن غيرها من الأراضي التي استولت عليها الحكومة الشيوعية لكنها وزعمت أن الحكومة لم تتخذ أي إجراء بشأن مطالبات الملكية الأخرى في جميع أنحاء البلاد وكذلك وجود صعوبة في استعادة الرموز الدينية والمخطوطات الثمينة. تحاول كل من الكنيسة الأرثوذكسية والكنيسة الكاثوليكية استعادة حيازة الأرشيفات التي صادرتها الحكومة الشيوعية والمحفوظة في الأرشيف الوطني.

## قضايا المواطنة
نص قانون الكنيسة الأرثوذكسية لعام 1954 على أن كبير الأساقفة يجب أن يحمل الجنسية الألبانية ومع ذلك فإن رئيس الأساقفة كان مواطناً يونانياً يسعى للحصول على الجنسية الألبانية. خلال الفترة التي يغطيها هذا التقرير لم تتخذ الحكومة أي إجراء بشأن طلب الجنسية الذي قدمه في عام 2003.

## الانتهاكات الاجتماعية والتمييز
يندر وجود الصراعات الدينية في ألبانيا عموماً ومع ذلك فقد كانت هناك بعض حوادث الانتهاكات المبنية على أسس دينية.
منذ عام 2001 تعرض عدد من المسلمين الألبان للمضايقة والتمييز والاضطهاد بسبب معتقداتهم الدينية. احتجزت أجهزة الأمن في ألبانيا إماماً ألبانياً وهو أرتان كريستو وذلك دون أي إدانة مثبتة. وفقًا لتصريحات أرتان كريستو وبيانات عدد من الأئمة الألبانيين والمنتدى الإسلامي في ألبانيا فإن كريستو كان محتجزاً بشكل غير قانوني وذلك لأنه لم يوافق على أن يصبح جاسوساً لأجهزة الأمن الألبانية.
على الرغم من عدم وجود قانون يقيد إظهار الانتماء الديني في المدارس العامة إلا أنه كانت هناك حالات لم يسمح فيها للطلاب بالقيام بذلك في الواقع العملي. في كانون الأول / ديسمبر 2003 مُنع طالب مسلم من التقاط صورة لشهادته الدبلوما بسبب لحيته. في نهاية المطاف سُمح للطالب بالتخرج من خلال تدخل مكتب ديوان المظالم (مؤسسة حكومية مكلفة بالتحقيق في تهم المواطنين بانتهاكات حقوق الإنسان وحماية حرياتهم الأساسية).
في عام 2002 تعرضت بعض مجتمعات البكتاشية خارج تيرانا للترهيب والتخريب والتهديدات بالعنف. وبعد ذلك حددت السلطات الألبانية المسؤولين (المواطنين غير الألبان) وطردتهم بسبب انتهاكات قوانين الهجرة. لم تكن هناك تقارير جديدة عن التخريب خلال الفترة التي يغطيها هذا التقرير. يعتقد قادة بكتاشيون أن التأثيرات الدينية الأجنبية التي تسعى إلى تقويض جهود البلاد للحفاظ على التسامح والحرية الدينية كانت هي السبب في هذه الحوادث. أعرب زعماء دينيون آخرون عن مخاوف مماثلة بشأن الدور المسبب للانقسام الذي يلعبه المتطرفون الدينيون الأجانب.
قُتل الأمين العام للجماعة الإسلامية في ألبانيا سالي تيفاري بالرصاص في مقر الجماعة في يناير/ كانون الثاني 2003. وأعاد مكتب المدعي العام القضية إلى السلطات لإجراء مزيد من التحقيقات وبقيت دون حل بحلول نهاية الفترة المشمولة بواسطة هذا التقرير.
في أكتوبر 2003 ألقت الشرطة القبض على كاستريوت ميفتاري مؤلف كتاب «الإسلاموية القومية الألبانية» بتهمة التحريض على الكراهية الدينية ضد الإسلام. احتوى الكتاب على آراء المؤلف حول الإسلام وكيف أثر الدين على الحياة الألبانية. وفقًا لمكتب المدعي العام فإن العديد من التصريحات في الكتاب شوهت الإسلام. وقد طلب المدعي العام من المحكمة سجن الراوي لمدة ستة أشهر. في يونيو / حزيران برأت المحكمة ميفتاري من جميع التهم.